# Jordânia (Minas Gerais)
Jordânia é um município brasileiro do estado de Minas Gerais. Localiza-se a uma latitude 15º54'01" sul e a uma longitude 40º10'41" oeste, estando a uma altitude de 198 metros. Sua população estimada em 2019 era de 10.812 habitantes. Possui uma área de 551,74 km².